# Alexandre Vorontsov
Pour les articles homonymes, voir Vorontsov.
Le comte Alexandre Romanovitch Vorontsov (en russe : Александр Романович Воронцов), né en 1741, décédé en 1805, était un diplomate et homme politique russe. Il fut chancelier impérial de 1803 à 1804, ministre des Affaires étrangères de 1802 à 1804, membre du Conseil d'État le 29 avril 1804.

## Biographie

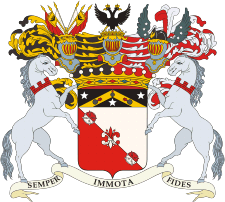
Armoiries de la famille Vorontsov.

Alexandre Romanovitch Vorontsov s'engagea à l'âge de quinze ans dans le régiment de la Garde impériale Izmaïlovski.

### Carrière diplomatique
Son oncle, le comte et grand Chancelier Vorontsov, l'envoya étudier en 1759 à Strasbourg, à Paris puis à Madrid, afin de recevoir une formation de diplomate. Sur ordre de l'empereur Pierre III, très épris de la sœur du comte, Élisabeth Romanovna Vorontsova (1739-1792), il représenta la Russie impériale à la Cour de Saint-James, à l'ambassade de Londres. La Grande Catherine le nomma sénateur et Président de la Chambre de commerce, mais l'impératrice n'apprécia jamais le comte. En 1791, il se retira de la vie publique.

### Carrière politique
Sur la demande d'Alexandre Ier, le comte Vorontsov fit son retour au pouvoir ; en 1802, le tsar le nomma Chancelier impérial. Ce fut une époque bénie pour les membres de la famille Vorontsov, celle-ci insista toujours sur la nécessité d'une union étroite avec l'Autriche et la Grande-Bretagne, en opposition au comte Panine et à ses disciples, partisans d'un rapprochement avec la France ou la Prusse jusqu'à l'éclatement de la Révolution française qui rendit l'amitié impossible entre les deux pays. le comte Vorontsov fut également un adversaire implacable de Napoléon Ier. Le comte contribua beaucoup à la rupture entre l'empereur des Français et Alexandre Ier. Il joua également un rôle prépondérant dans l'administration interne et fut favorable à une profonde réforme au sein de l'administration et des ministères de la Russie impériale.
Le comte Vorontsov prit sa retraite en 1804.
Il possédait une mémoire extraordinaire.
Il était le frère du comte Semion Romanovitch Vorontsov, ambassadeur à Londres jusqu'en 1806, et de la princesse Dachkova, favorite de la Grande Catherine et femme de lettres.